# S・E・ヒントン
S・E・ヒントン（スーザン・エロイーズ・ヒントン、Susan Eloise Hinton, 1948年7月22日 - ）は、アメリカ合衆国の小説家。オクラホマ州タルサ出身

## 来歴
自らの高校時代の体験を元にタルサ大学在学中の18歳の時に、生まれ育った町タルサを舞台にした処女作『アウトサイダー』（The Outsiders, 1967年）でデビューした。この小説は15歳で書き始め、16歳でほぼ書き上げた。これは全米でベストセラーを記録し、1983年にフランシス・フォード・コッポラによって映画化された。同年『ランブルフィッシュ』もコッポラにより映画化。いずれの脚本もヒントンが共同執筆した。
この作品をはじめとするヤングアダルト（YA）小説は、新しい時代の青春小説として、幅広い世代から支持された。1988 年、YA文学に最も貢献した作者に与えられるマーガレット・A・エドワーズ賞の第1回受賞者となる。その後もティーンのための小説や絵本を執筆している。

## 代表作
- アウトサイダーズ（The Outsiders）　1967年（日本語版：2000年 あすなろ書房）ISBN　978-4751518113
- トラヴィス（Taming the Star Runner）　1979年（日本語版：1991年 原生林）
- 非行少年 ランブルフィッシュ（Rumble Fish）　1975年（日本語版：1983年 集英社、絶版）ISBN 978-4086105569
- さよなら金色のライオン（That was Then, This is Now）　1971年（日本語版：1983年 大和書房、絶版）　ISBN 978-4479520306
- アウトサイダー (集英社文庫 97-C)  1983年　中田 耕治 (翻訳)　ISBN　978-4086105804
- おれたちの、レクイエム: 続アウトサイダー (集英社文庫 97-D)  1983年　中田 耕治 (翻訳)　ISBN　978-4086105873

## 映画
- 『テックス』(82) ティム・ハンター監督、 マット・ディロン主演
- 『アウトサイダー』(83) フランシス・フォード・コッポラ監督、C・トーマス・ハウエル主演
- 『ランブルフィッシュ』(83) フランシス・フォード・コッポラ監督、マット・ディロン主演
- 『さよなら、金色のライオン』(85)クリストファー・ケイン監督、エミリオ・エステベス、クレイグ・シェイファー主演

### Hinton カメオ出演
- 『テックス』(82) タイピングの先生役
- 『アウトサイダー』(83) ダラスの病室の看護師役
- 『ランブルフィッシュ』(83) ラスティに言い寄る売春婦役

## 舞台
2024年4月、S・E・ヒントン原作、コッポラの同映画を基にしたアンジェリーナ・ジョリープロデュース作、ブロードウェイミュージカル『アウトサイダー』がバーナード・B・ジェイコブス劇場で開幕した。第77回トニー賞	で12部門にノミネートされ、ミュージカル作品賞、ミュージカル演出賞、ミュージカル照明デザイン賞、ミュージカル音響デザイン賞の4部門を受賞した。制作にはコッポラ監督の製作会社アメリカン・ゾエトロープも参加している。